# 庫蒂基夫卡
49°52′29″N 37°35′41″E / 49.87472°N 37.59472°E
庫蒂基夫卡（烏克蘭語：Кутьківка）是位於烏克蘭東部的村莊，由哈爾科夫州庫皮揚斯克區的德沃里奇纳市镇負責管轄。該村始建於1862年，面積1.74平方公里，海拔高度85米，2001年人口678，人口密度每平方公里389人。